# A列車で行こう8
A列車で行こう8（エイ れっしゃでいこう・エイト）は、アートディンクが開発、2008年3月21日発売の鉄道経営シミュレーションゲーム。Windows 2000、Windows XP、Windows Vista専用。

## 概要
パソコン版としては、「A列車で行こう The 21st Century」以来5年ぶりの完全3Dとなり、見た目は「A列車で行こう6」系統の作品に近いが、線路脇に架線柱が建設されないなど簡略化された要素もある。
前作の「A列車で行こう7」と同様に、会計上の年度末にリリースとなったが、前回同様「セーブした後、再びゲームを再開するとダイヤが狂う」など不完全な状態が残ったまま販売された(修正パッチがリリースされ、いくつかの項目は修正された)。2013年9月には、5ヶ国語（英語、フランス語、イタリア語、ドイツ語、スペイン語）対応となった（その代わり、日本語表示が削られ、見送られた）Steam版「A-Train 8」のダウンロード販売が開始されている。
- 動作環境（必須環境）
  - CPU:Pentium 4 2GHz
  - メモリ:512MB
  - HDD:1GB
  - モニタ:1024*768
  - VRAM:128MB（GeForce FX6200とRADEON 9500以降）
  - インターネット接続環境（インストール時に認証を行うため）

- その他
  - 「A列車で行こうHX」のPC移植版であり、Xbox Liveでダウンロード販売されていた車両は初めから同梱されている。
  - 「A列車で行こう8」はゲームオーバーが復活した。
  - 2008年7月7日、「A列車で行こうXふくやまネット」というサイトが登場。このサイトは福山市の地域情報サイトふくやまネットにA列車で行こう8の画像の使用許可という形で協力したもので、福山市がA列車で行こう8の画像で表現されている。
  - 今作からはインターネットによるユーザー認証が導入されており、中古市場での流通が困難になった。現在は、発売元のサイバーフロントが解散し、インターネットによるユーザー認証が事実上不可能な状態になったため、開発元のアートディンクの公式サイトにてユーザー認証なしでプレイできるアップデートパッチが公開され、パッチを当てることによりプレイ可能になっている [1]